# Parc départemental de la Pointe de l'Aiguille
Le parc de la Pointe de l'Aiguille est un des parcs départementaux des Alpes-Maritimes. Créé en 1961, ce parc de 7 hectares se situe sur la commune de Théoule-sur-Mer au bord de la mer Méditerranée.

## Présentation
Les roches rouges et accidentées du massif de l'Esterel sont surmontées d'une forte végétation composée principalement de pins maritimes et de chênes. La pointe de l'Aiguille avance des pentes violentes dans la Mer.